# Muzeum Cheb
Muzeum Cheb sídlí v historickém měšťanském domě zvaném Pachelbelův dům na náměstí Krále Jiřího z Poděbrad v Chebu. Jedná se o jedno z nejstarších regionálních muzeí v Čechách, bylo otevřeno 15. května 1874. Jeho zřizovatelem je Karlovarský kraj.

## Přehled
Muzeum se nachází na severní straně chebského náměstí v měšťanském domě nazývaném Pachelbelův, někdy též Městský dům (německy Stadthaus).
Budova muzea pochází ze 14. století, tedy z období gotiky, kdy bylo město Cheb (německy Eger) politickým centrem oblasti Egerland (Chebsko). Dům byl renesančně zrekonstruován na počátku 17. století. V té době patřil starostovi města, protestantovi Wolfu Adamovi a jeho bratrovi Alexandru Pachelbelovým z Gehagu. Na začátku třicetileté války mu byla budova zkonfiskována. V roce 1634 byl v této budově zavražděn Albrecht z Valdštejna. Později dům sloužil jako velitelství nebo radnice. 
Muzeum bylo založeno v roce 1873 archivářem a knihovníkem Georgem Schmid(t)em a otevřeno veřejnosti v roce následujícím. Muzeum bylo dále rozšiřováno dalšími archiváři a přežilo i rušné časy první a druhé světové války.

## Historie
O zřízení chebského muzea bylo obecním výborem rozhodnuto 27. ledna 1873 a aktivní úloha při založení této instituce připadla městskému archiváři Georgu Schmid(t)ovi. Dne 15. května 1874 bylo muzeum zpřístupněno veřejnosti. 
Archiváři, kteří Schmid(t)a ve funkci správce sbírek nahradili, se věnovali především zpracovávání archiválií. Roku 1892 vydala publicistka Maria Glocker (alias Ernst Stirner) prvního muzejního průvodce, roku 1901 vydal vlastivědec a literát Alois John dalšího, roku 1906 vzniklo fotoalbum muzejních interiérů. 
V lednu 1907 došlo k požáru budovy, při kterém byla část expozice zničena. Nový správce muzea Karl Siegl inicioval poté inventarizaci sbírek - čítaly asi 3300 předmětů. Pod Sieglovým vedením byl pro muzeum získán cenný soubor z pozůstalosti valdštejnského sběratele Hermanna Hallwicha a také etnografická kolekce lékaře Müllera věnovaná muzeu spolkem Unser Egerland. 
V roce 1934 se do správy muzea zapojil nový vedoucí archivu Heribert Sturm, jeho odvelením do armády za druhé světové války pak byla aktivita muzea výrazně omezena. Roku 1944 bylo kvůli spojeneckým náletům rozhodnuto o evakuaci cenných exponátů, o jejich návrat se zasloužil až opět Heribert Strum - navzdory obtížné osobní situaci vyplývající z jeho národnostní příslušnosti - v roce 1945. Se zástupci americké armády vyjednal návrat městských sbírek (Američané je mezitím odvezli do německého Tirschenreuthu) a také zachraňoval artefakty z majetku odsouvaných občanů. Při této činnosti mu již pomáhali Jan Kubín, který byl nově pověřen vedením městského muzea, a historička Mira Mladějovská, která osobně intervenovala o vynětí Sturma z odsunu na základě jeho morálních a odborných kvalit. Tato její snaha se však nebyla úspěšná. 
V roce 1955 převzalo Muzeum Cheb funkci okresního muzea, o rok později pak byla otevřená nová expozice, poplatná marxistickému výkladu historie. 1. ledna 1957 bylo chebské muzeum jmenováno Krajským vlastivědným muzeem pro kraj Karlovy Vary a byly při něm zřízeny krajské restaurátorské a konzervační dílny, jediné svého druhu v tehdejší Československé republice. V 60. letech 20. století muzeum prostřednictvím tehdejší ředitelky Miry Mladějovské přispělo k záchraně souboru domů Špalíček na chebském náměstí, do své správy získalo chebský hrad a novou státní přírodní rezervaci Soos u Františkových Lázní. Roku 1972 byla přepracována přírodovědná expozice a roku 1974 byla upravena expozice umělecko-historická.
V období leden 2019 - duben 2020 prošlo muzeum rekonstrukcí.

## Expozice

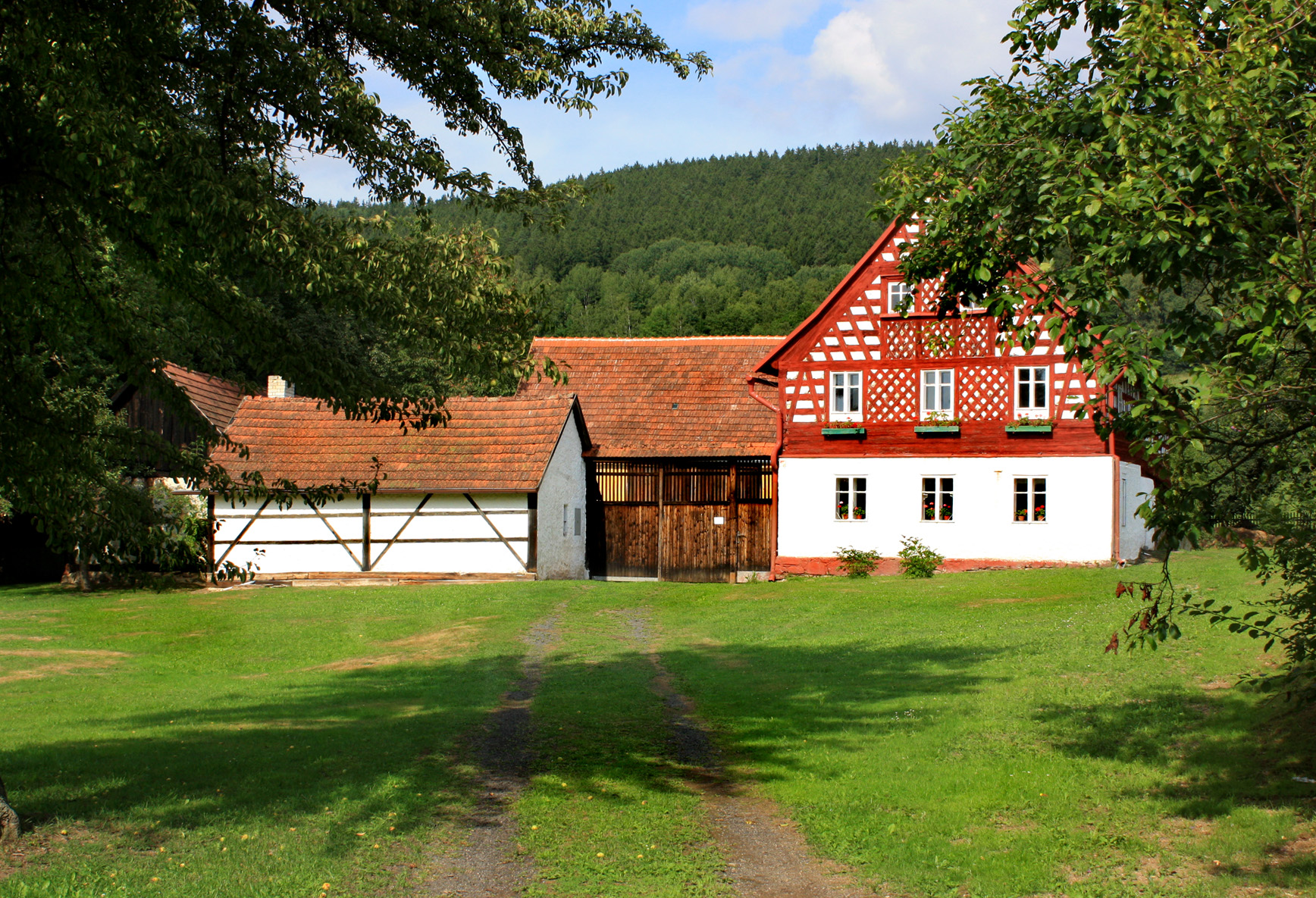
Statek v Milíkově, součást expozic muzea

V muzeu jsou expozice věnované jak dějinám města, tak Valdštejnovi a třicetileté válce. Mezi cenné exponáty patří například chebské antepedium, románská výšivka z kláštera klarisek v Chebu. Další zajímavostí je zlaté slunce, které původně zdobilo věž hradu Neuhaus an der Eger v německém Hohenbergu a Cheb jej získal jako trofej. V roce 1913 muzeum získalo hodnotnou sbírku od historika Hermanna Hallwicha, která obsahovala mj. miniatury ze slonoviny - jedná se o soubor 40 kusů řezeb představujících jednak vůdčí osobnosti z období třicetileté války, jednak historické výjevy z tohoto období. Kolem roku 1920 pak přibylo do muzea dědictví Michaela Müllera obsahující rozsáhlou sbírku tradičních krojů, obrázků a dalších předmětů z historie Egerlandu.
Expozice:
- Počátky a vývoj Chebu - expozice instalovaná v přízemí budovy muzea od dubna 2009; jedná se o nejstarší dějiny Chebu a Chebska v historickém kontextu od 7. do začátku 15. století.
- Umělecko-historická expozice - zde je vystavena původní část muzejní expozice přepracovaná do současné podoby v 90. letech 20. století; umělecko-historické sbírky odrážející společenskou, kulturní i duchovní historii Chebu a Chebska od středověku po současnost
- Chebsko poklidné a bouřlivé - expozice otevřená v roce 2007; dějiny města a okolí v průběhu 19. a 20. století
- Valdštejnův okruh - tímto asi dvacetiminutovým prohlídkovým okruhem zpřístupněným v květnu 2004 muzeum vychází vstříc návštěvníkům se zájmem výhradně o exponáty spjaté s Albrechtem z Valdštejna; okruh zahrnuje mj. Valdštejnův úmrtní pokoj, výstavu Valdštejnových osobních předmětů, prohlídku Valdštejnské obrazárny a expozici s Valdštejnovým vypreparovaným koněm[1] (ten je údajně nejstarší vycpaninou v Čechách)[4]
- Valdštejnské sbírky - předměty s valdštejnskou tematikou shromažďované v Chebu už od 18. století[1]
- Lapidárium - stálá výstava instalovaná na nádvoří chebského muzea; jedná se především o náhrobní kameny a kamenné plastiky
- Chebská keramika - expozice přibližující návštěvníkům tradiční hrnčířskou a keramickou výrobu od konce 18. století až po současnost; expozice chebského kamnářství (rovněž ve správě Muzea Cheb), přibližující tradici kamnářské výroby od středověku po 40. léta našeho století, je instalována v kasematech chebského hradu

Muzeum se kromě správy expozic věnuje i dalším odborným aktivitám, mezi něž patří i vydavatelská činnost. V roce 2019 (za rok 2018) získalo Muzeum Cheb zvláštní ocenění v soutěži Gloria Musaealis za publikaci s názvem Květena Soosu a okolí od editorů Jiřího Brabce a Jiřího Velebila.

## Statek Milíkov
V roce 2008 získalo muzeum do správy typický hrázděný statek ze 2. poloviny 19. století v obci Milíkov. Statek byl v roce 2005 zapsán na seznam kulturních památek. V roce 2009 byl statek otevřen veřejnosti a je zde instalována expozice proměn venkovského života od konce 19. století až po období charakterizované fenoménem chalupaření.

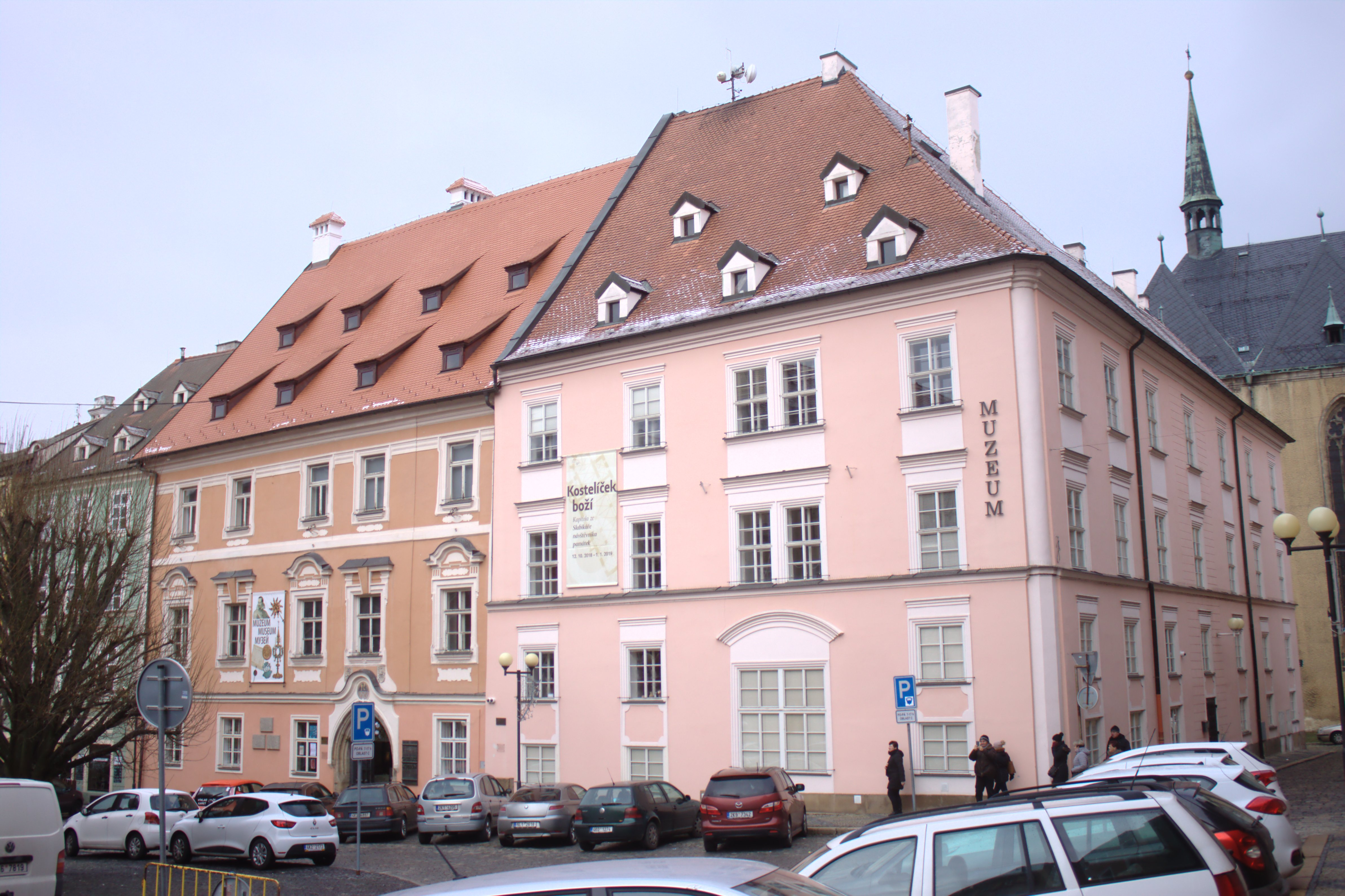
Pachelbelův dům (vlevo) - sídlo Muzea Cheb
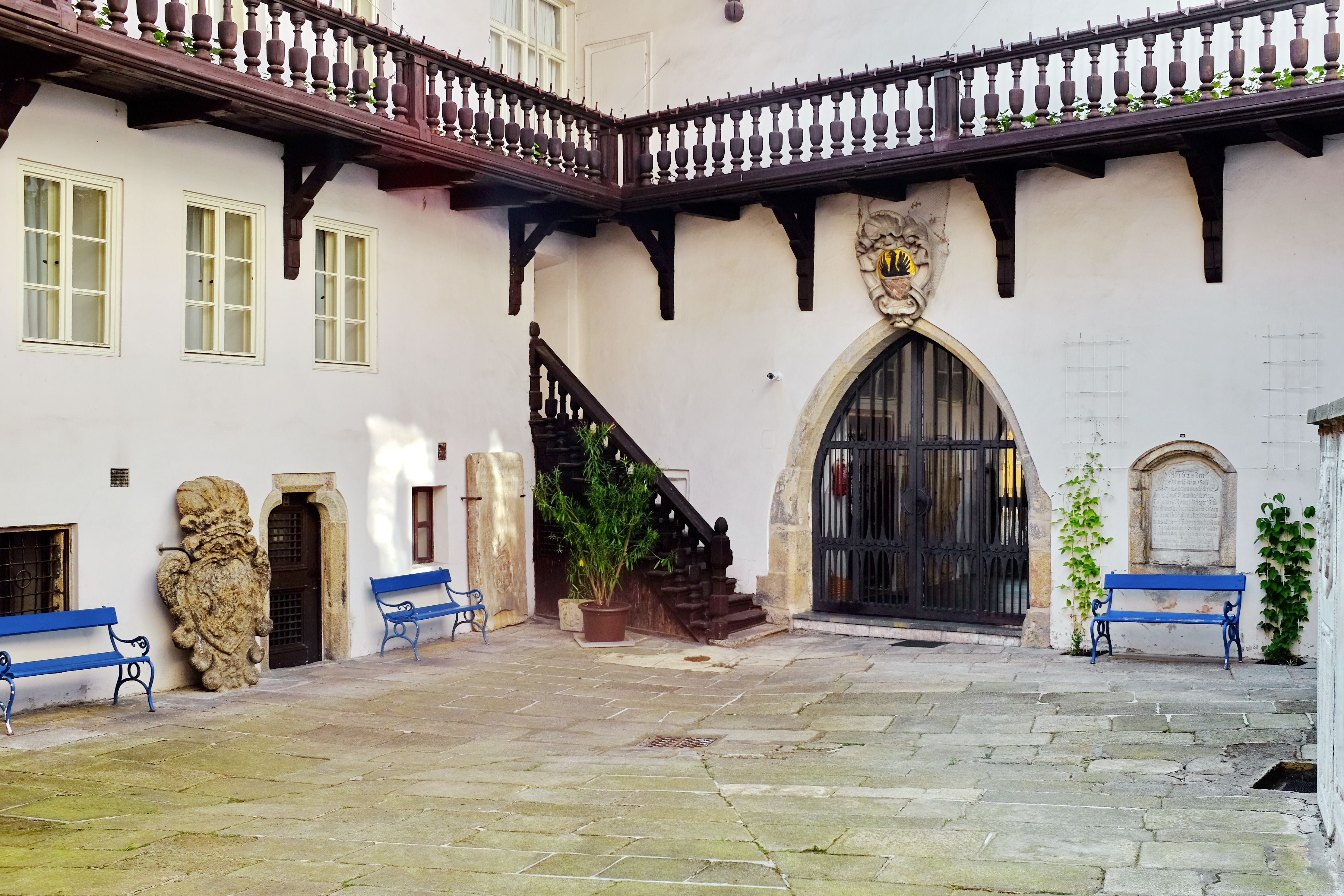
Nádvoří muzea
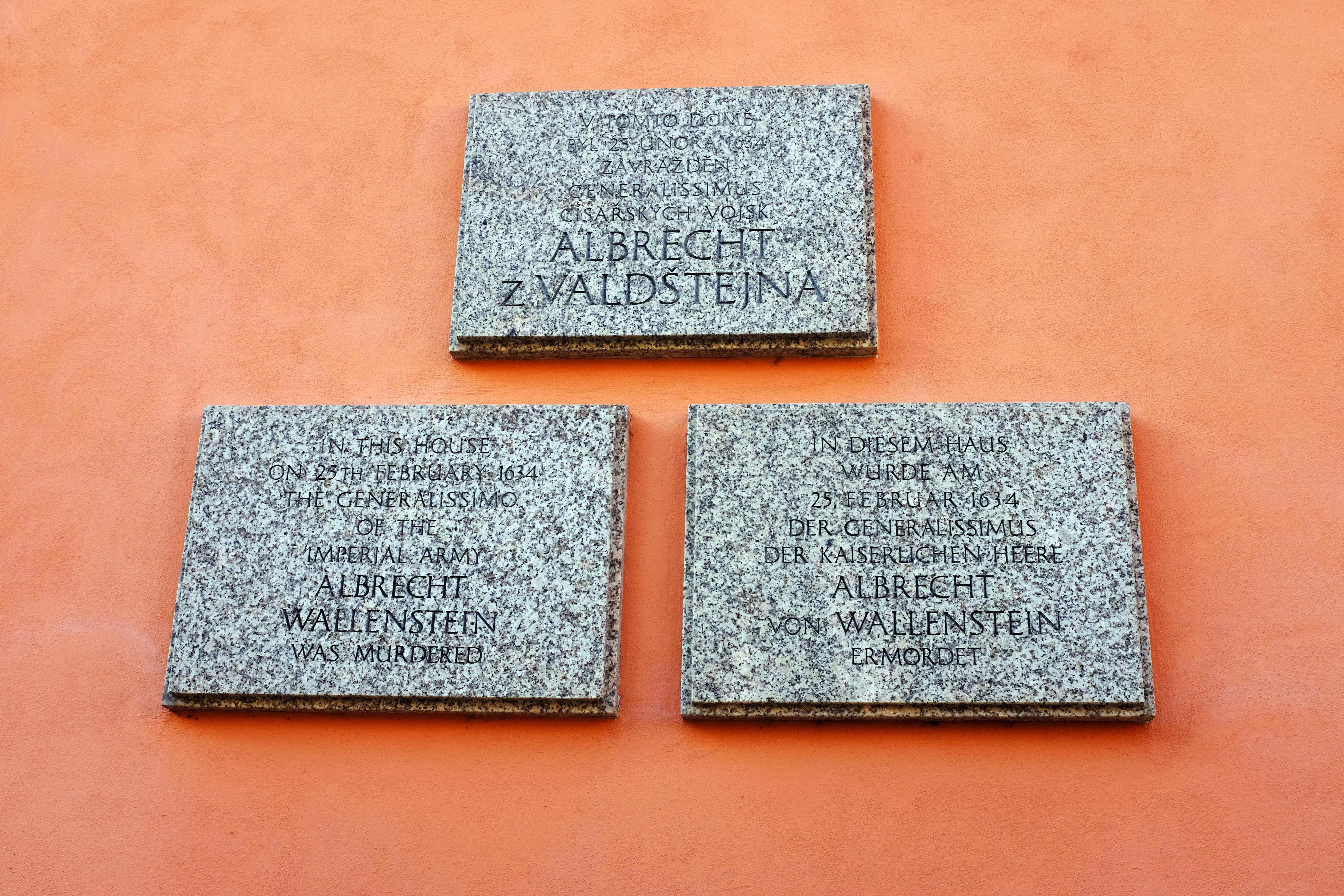
Paměstní desky připomínající Valdštejnovo zavraždění
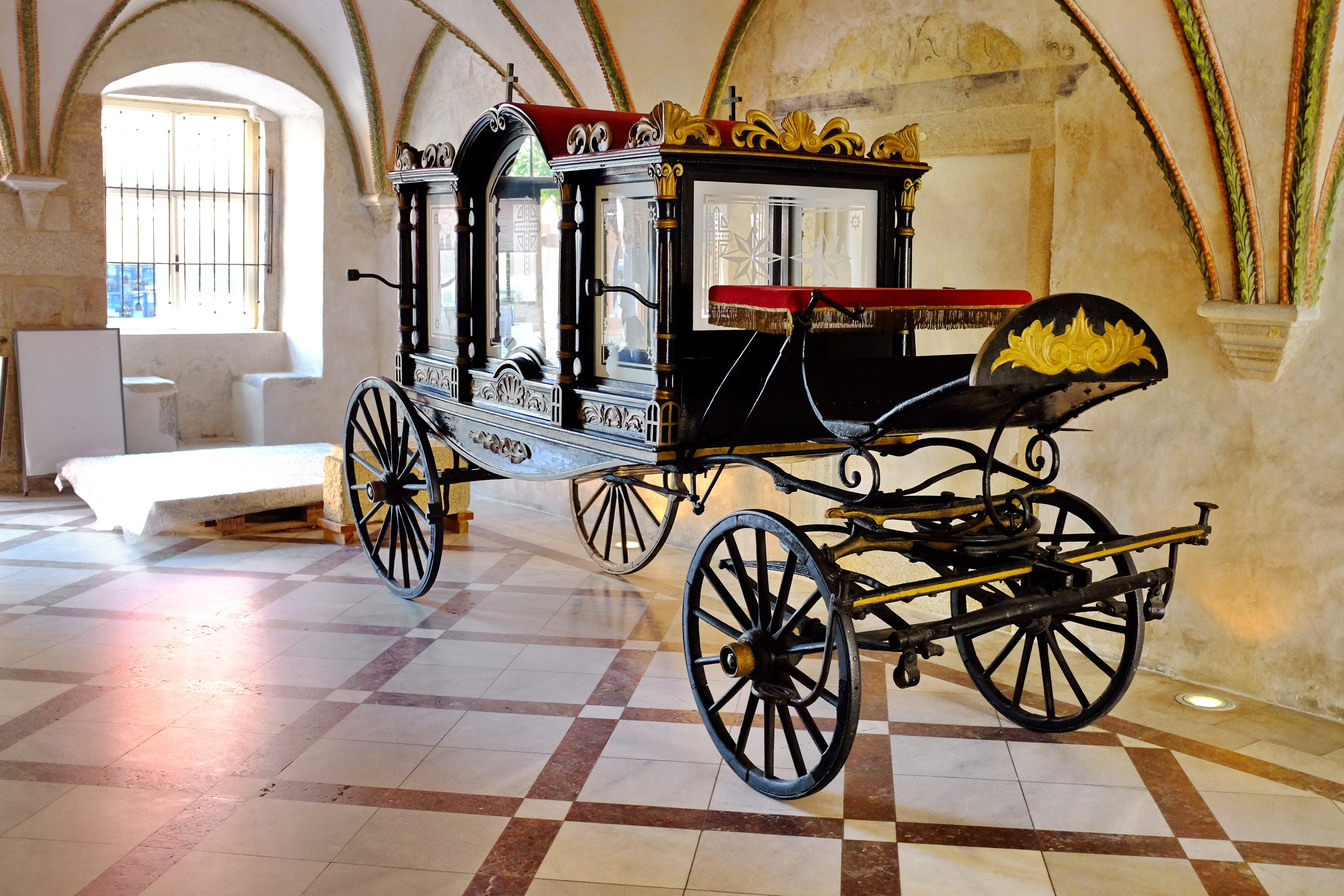
Ukázka z historické expozice
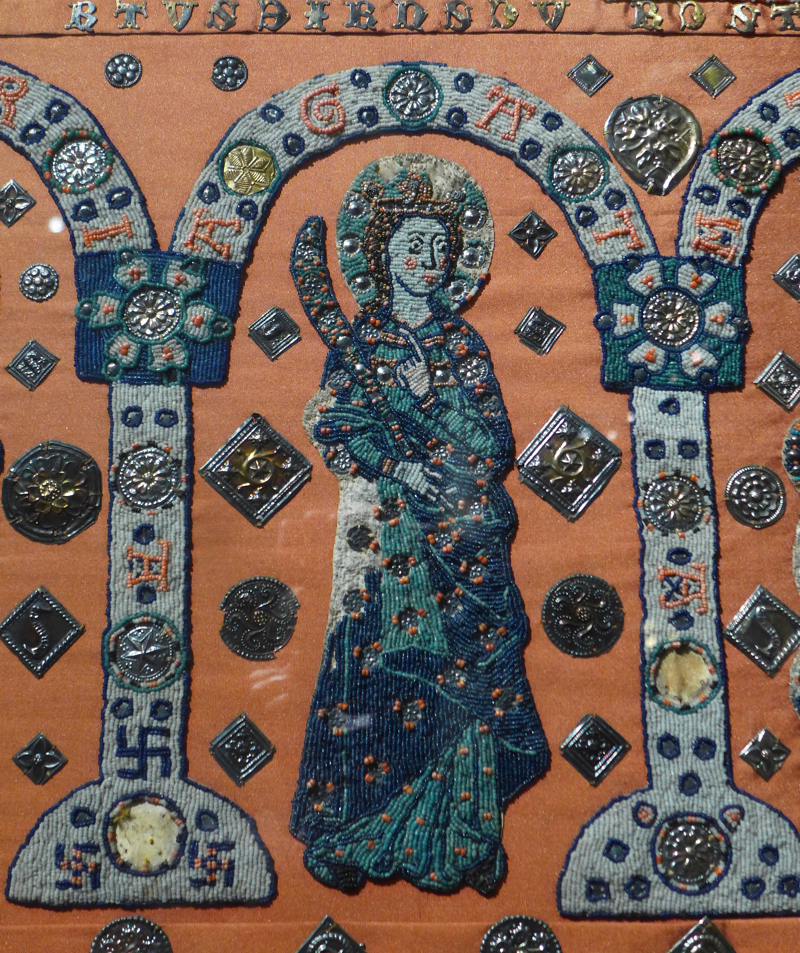
Románské antependium chebských klarisek